# Королёва, Наталья Васильевна
Наталья Васильевна Королёва (5 апреля 1948 — 3 октября 2023) — советская российская актриса театра и педагог. Народная артистка Российской Федерации (2001).

## Биография
Родилась 5 апреля 1948 года в Свердловске. В 1966 году окончила Свердловское театральное училище, после чего вплоть до 1974 года выступала в Свердловском театре юного зрителя, где была ведущей актрисой. После этого работала в театрах Новочеркасска, Черкесска и Архангельска.
С 1983 года — в Иркутском драматическом театре.
Среди сыгранных ролей: Василиса («На дне»), Классная дама («Самое главное»), Устинья Наумовна («Свои люди — сочтёмся!»), Ева («Веселись, негритянка»), Тимирёва («Звезда адмирала»), Иокаста («Эдип-царь»), Фру Алвинг («Привидения»), Софья («Отец»), Аркадина («Чайка»).
Преподавала в Иркутском театральном училище. Многие её бывшие ученики впоследствии стали коллегами по сцене.
Скончалась 3 октября 2023 года на 76-м году жизни.

## Семья
Дважды состояла в браке. Второй супруг — Анатолий Андреевич Стрельцов, директор Иркутского драматического театра. Есть дочь от первого брака.

## Признание
- Народная артистка Российской Федерации (2001)
- Заслуженная артистка Российской Федерации (28 декабря 1992) - за заслуги в области искусства
- Награждена Почётной грамотой губернатора Иркутской области (2003), знаком отличия «За заслуги перед Иркутской областью» (2008)
- Лауреат VII Международного театрального фестиваля «Золотой витязь»: за исполнение роли Анны в спектакле «Последний срок» Наталии Васильевне был вручен диплом «За лучшую женскую роль»
- Почётный гражданин Иркутской области (2011)[4]
- 20 декабря 2017 года Наталье Королёвой присуждена Премия губернатора Иркутской области за достижения в области культуры и искусства: награду вручили за создание спектакля «Прощание с Матёрой» по повести Валентина Распутина[5]
- Лауреат премии «Золотая Маска» «За выдающийся вклад в развитие театрального искусства» (2022) [6]